# 무사 파키

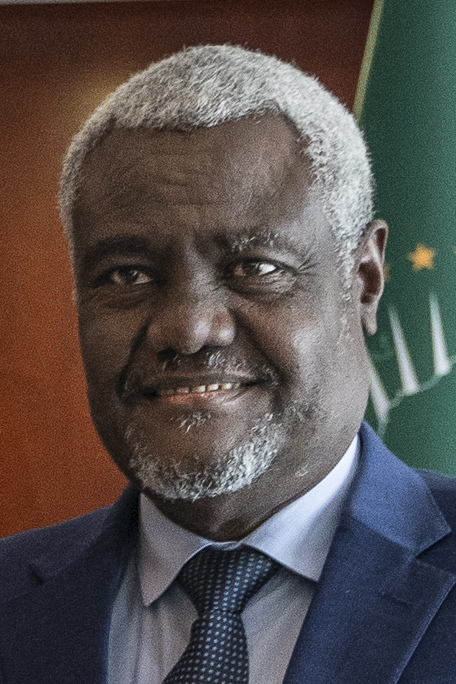
2023년 모습

무사 파키(Moussa Faki, 본명: 무사 파키 마하마트, 아랍어: موسى فقي محمد, Mūsā Fakī Muḥammad, 1960년 6월 21일 ~ )는 차드의 정치인이자 외교관으로, 2017년 3월 14일부터 아프리카 연합 위원회의 선출 의장을 맡고 있다. 이전에는 2003년 6월 24일부터 2005년 2월 4일까지 차드의 총리를 지냈고, 2008년 4월부터 2017년 1월까지 외무부 장관을 지냈다. 집권 애국 구원 운동(MPS)의 일원인 파키는 고(故) 이드리스 데비 대통령과 같은 종족인 자가와족에 속한다.
2021년 2월 6일, 2021~2024년까지 4년 임기의 아프리카 연합 위원회 의장으로 재선되었다.